# Grafschaft Wernigerode

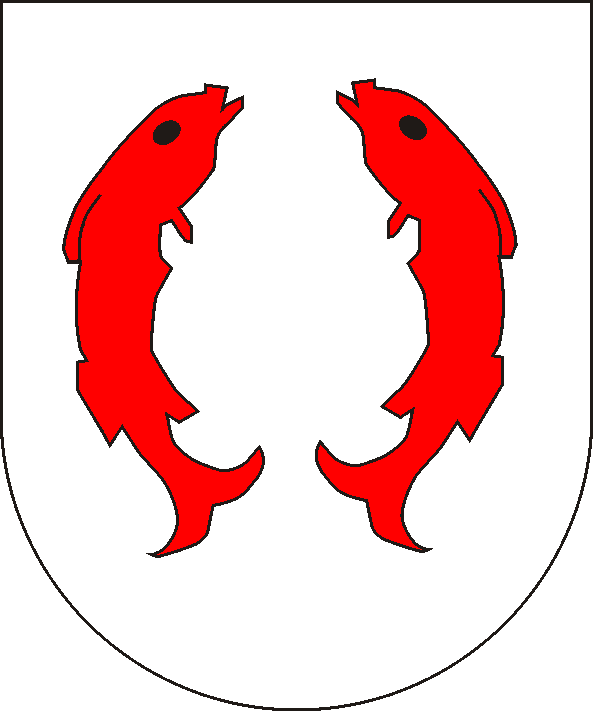
Wappen der Grafschaft Wernigerode

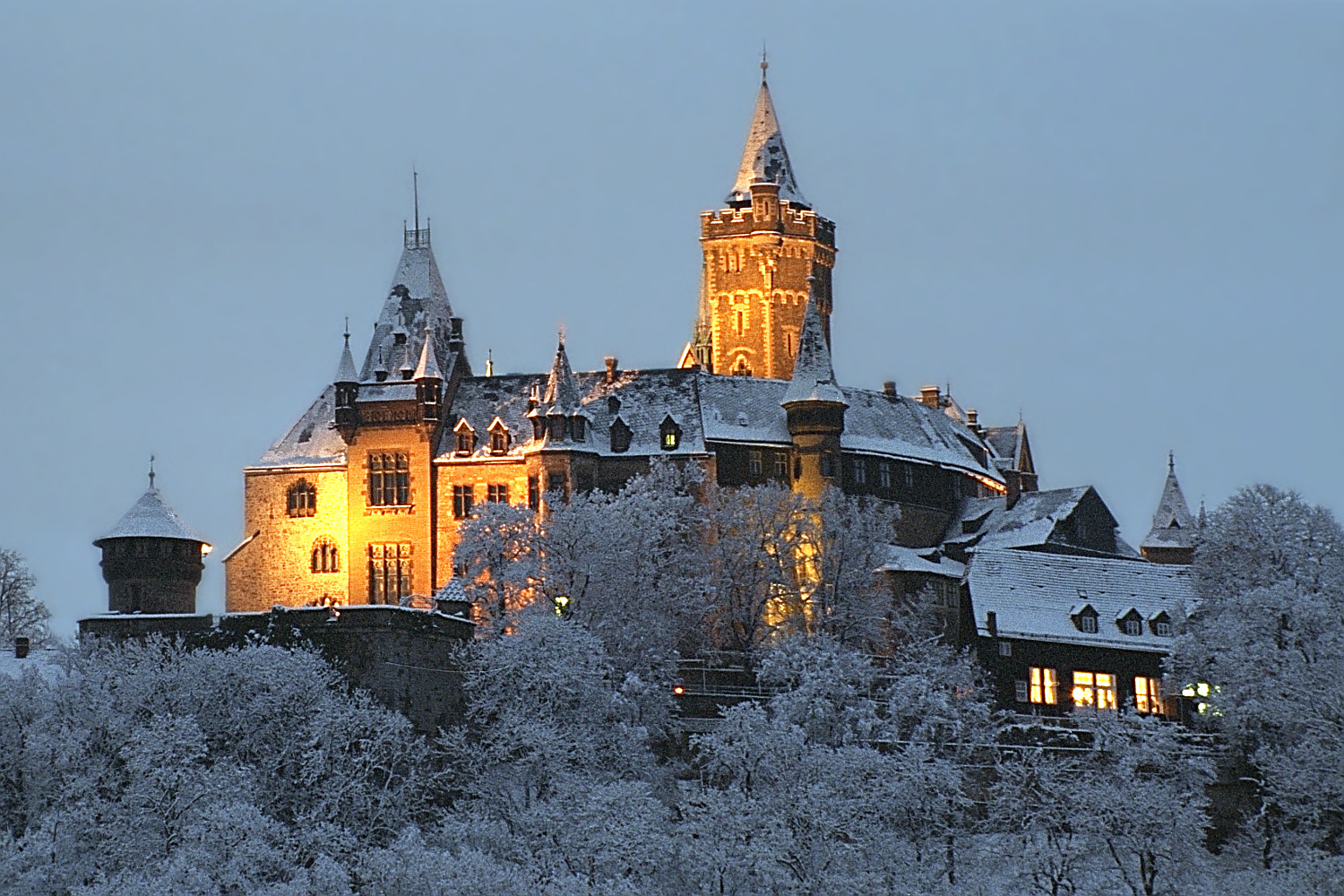
Schloss Wernigerode

Die Grafschaft Wernigerode war ein Territorium des Heiligen Römischen Reichs Deutscher Nation.

## Geschichte
Sie befand sich im Besitz der 1429 in männlicher Linie ausgestorbenen Grafen von Wernigerode, die als adelige Herrschaftsträger seit dem Hochmittelalter mehr als zwei Jahrhunderte am Nordharz zwischen Oker und Großem Bruch politisch relativ selbständig hervorgetreten sind.
Die Quellenlage gibt keinerlei Aufschluss, weshalb zu Beginn des 12. Jahrhunderts der aus Haimar (Region Hannover) stammende Graf Adalbert, der 1103 dort erstmals erwähnt und 1117 comes Adelbertus de villa Heymbere genannt wird, mit einem Mal am 18. Oktober 1121 als Adelbertus comes de Wernigerode in der Zeugenreihe einer vom Bischof Reinhard von Halberstadt ausgestellten Urkunde erscheint.
1268 verlor die Grafschaft Wernigerode die Reichsunmittelbarkeit, denn der Markgraf von Brandenburg übernahm die Lehnsherrschaft. Sie blieb – mit einer kurzen Unterbrechung – als Besitztum der standesherrlichen Familie Stolberg-Wernigerode (mit nur noch begrenzten Herrschaftsrechten) bis zum Ende der Monarchie in Preußen (1918) bestehen.
Noch bis zum ausgehenden 14. Jahrhundert blieben die Grafen von Wernigerode im Gebiet zwischen Hildesheim, Burgdorf und dem Steinwedeler Wald im Besitz von bedeutendem Grundeigentum.  Dessen umfangreiche Größe legt die Vermutung nah, dass der gräfliche Grundbesitz am Fuße des Harzes bei Wernigerode noch ausgedehnter und wertvoller war, so dass die Grafen veranlasst wurden, ihren alten Hauptsitz Haimar aufzugeben und sich hier niederzulassen.
Gleichwohl ist die Einschätzung gräflichen Grundbesitzes nach Umfang und Lukrativität stets von der Schwierigkeit behaftet, keine angemessene Bezugsgröße oder Grundgesamtheit gegenüberstellen zu können. Demnach ist es auch wahrscheinlich, dass die Herrschaftsmittelpunkte Haimar und Wernigerode zeitlich nebeneinander existiert haben. Der Stammsitz Wernigerode befand sich inmitten von Reichsgut. Nach der Sachsenspiegelvorrede Von der Herren Geburt waren die Grafen von Wernigerode gebürtige Schwaben. Unter diesem Aspekt erscheint auch eine Delegation früher Angehöriger des Geschlechts an den nördlichen Harzrand durch den Salierkaiser Heinrich IV. , der sich bei seiner Sachsenpolitik vornehmlich edelfreier und ministerialer Anhänger aus Schwaben bediente, ebenfalls naheliegend.
Weiterhin besaßen die Grafen von Wernigerode den Steinberg bei Goslar, nachweislich ein Reichsgut, auf dessen Sporn Kaiser Heinrich IV. seinen später ärgsten Rivalen, Otto von Northeim, eine Burg zu errichten beauftragt hatte. Vor dem Hintergrund der Konflikte des Kaisers mit Otto von Northeim und dem politischen Übergewicht der kaiserfreundlichen Adelsgruppierung am Harz nach dessen Tod (1083) ist eine Rechtsnachfolge durch Besitzanweisung an Graf Adalbert I. oder an einen seiner Vorfahren auf Betreiben Kaiser Heinrichs IV. anzunehmen.
Die erste urkundliche Erwähnung eines Grafen von Wernigerode im Jahre 1121 ist gleichzeitig die Ersterwähnung der Rodungssiedlung Wernigerode, deren Anfänge jedoch etwa ein Jahrhundert früher zu datieren sind. Die Burg Wernigerode wird erstmals im Jahre 1213 als castrum erwähnt und war ein Herrschaftsmittelpunkt der späteren Grafschaft Wernigerode.
Graf Heinrich von Wernigerode war der letzte männliche Vertreter dieses Adelsgeschlechtes. Er verlangte vom Erzbischof Günther II. von Magdeburg die Belehnung mit Schloss und Stadt Wernigerode für ihn selbst und seine beiden Stolberger Vettern Heinrich und Botho, die er am 30. Juni 1414 erhielt. Die Lehnsherrschaft über Stadt und Grafschaft Wernigerode hatte der Erzbischof von Magdeburg erst im Jahre 1381 nach langwierigen Auseinandersetzungen mit den Grafen von Wernigerode um deren Burg Pabstorf übernommen. Zuvor war die Stammgrafschaft Wernigerode ein Lehen der Mark Brandenburg. Die Grafen von Wernigerode hatten sich 1268 mit der Lehnsmutung bei den askanischen Markgrafen einen besseren Schutz von Schloss und Stadt Wernigerode gegen den übermächtigen Druck ihrer Nachbarn, insbesondere seitens des Herzogs von Braunschweig, erhofft. Die Erwartungen hatten sich jedoch auf Dauer nicht erfüllt. Der 1343 von den Grafen von Regenstein erworbene Teil deren Grafschaftsbereiches war hingegen ein Lehen des Hochstifts Halberstadt und speziell für dieses umfangreiche Gebiet erhielten die Stolberger bis zum Übergang Halberstadts an Kurbrandenburg separate Lehnsbriefe ausgestellt.
Einer der vom letzten Wernigeröder Grafen ausgewählten Erben, der Graf Heinrich zu Stolberg, starb bereits im jugendlichen Alter. Daraufhin ließ Graf Heinrich von Wernigerode im Jahre 1417 die Einwohner der Grafschaft auf Graf Botho zu Stolberg als künftigen Besitzer der Herrschaft Wernigerode den Huldigungseid leisten. Graf Botho hatte das Glück, dass er zum damaligen Zeitpunkt auch die gesamte Grafschaft Stolberg im Südharz als Alleinerbe übertragen bekam. Dazu machte es sich jedoch erforderlich, seinen ständigen Herrschaftssitz in Stolberg zu nehmen. Für die weitere Entwicklung von Wernigerode war dies ein Rückschlag, denn nach dem Tod des Grafen Heinrich von Wernigerode im Jahre 1429 residierte nunmehr kein Graf dauerhaft mehr im Ort. Der Niedergang Wernigerodes wurde durch die Tatsache verstärkt, dass Graf Botho 1438 begann, das Schloss und die dazugehörige Herrschaft zu verpfänden. Es war ein sehr lukratives Pfand, zu dem u. a. die geistlichen Lehen über das Chorherrenstift St. Georgii und St. Sylvestri zu Wernigerode, die Klöster Himmelpforten, Ilsenburg und Drübeck sowie die Dörfer Drübeck, Reddeber, Langeln mit dem Deutschordenshof, Wasserleben mit dem Jungfrauenkloster und Veckenstedt mit einem wichtigen Adelshof gehörten. Die Herrschaft Wernigerode war damit wesentlich bedeutender als die Stammgrafschaft Stolberg, die ihrerseits nicht über ein einziges Kloster innerhalb ihrer Grenzen verfügte.
Die eigentliche Grafschaft reduzierte sich im 16. Jahrhundert auf das gräfliche Amt Wernigerode, das beispielsweise 1543/44 Einnahmen erzielte aus:
- Schoß aus der Altstadt Wernigerode: 100 Mark
- Schoß aus der Neustadt Wernigerode: 13 Mark 16 Stück
- Schoß aus Drübeck: 30,5 Mark
- Schoß aus Wasserleben: 21,5 Mark
- Schoß aus Langeln: 22 Mark
- Schoß aus Silstedt: 5 Mark
- Schoß aus Ilsenburg: 2 Mark
- Schoß aus Darlingerode: 3 Mark
- Schoß wegen der Wüstung Steinbruch bei Drübeck: 4 Vierdung
- Erbzinsen aus Wernigerode, Veckenstedt, Silstedt, Langeln, Wasserleben und vom Kapitel St. Sylvestri und Georgii zu Wernigerode usw.

Insgesamt nahm der Amtmann von Wernigerode 1543/44 5120 Gulden (im Jahr zuvor nur 4247 Gulden) ein. Demgegenüber betrugen die Ausgaben für das Amt 3456 Gulden, also blieb ein Gewinn von 1664 Gulden. Das war eine beträchtliche Summe, wenn man bedenkt, dass in jenem Jahr für nur knapp 50 Gulden eine neue Münzwerkstatt eingerichtet worden ist.

## Regenten

### Grafen zu Wernigerode
- (1103) 1121–1133 Albrecht I. von Wernigerode
- 1134–1165 Albrecht II. von Wernigerode
- 1173–1214 Albrecht III. von Wernigerode
- 1217–1252 Konrad I. von Wernigerode
- 1217–1269 Gebhard I. von Wernigerode
- 1217–1231 Burghard von Wernigerode
- 1254–1293 Konrad II. von Wernigerode (1268 wird Wernigerode brandenburgisches Lehen)
- 1268–1319 Albrecht V. von Wernigerode
- 1297–1339 Konrad III. von Wernigerode
- 1325–1370 Konrad IV. von Wernigerode
- 1358–1407 Konrad V. von Wernigerode
- 1375–3. Juni 1429 Heinrich IV. von Wernigerode
  - 1417 erfolgte eine Erbverbrüderung mit den Grafen zu Stolberg, welche ab 1429 regierten

### Grafen zu Stolberg
- 1710–1771 Graf Christian Ernst zu Stolberg-Wernigerode
- 1771–1778 Graf Heinrich Ernst zu Stolberg-Wernigerode
- 1778–1824 Graf Christian Friedrich zu Stolberg-Wernigerode
- 1824–1854 Graf Henrich zu Stolberg-Wernigerode

### Fürsten zu Stolberg-Wernigerode
- 1854–1896 Graf (ab 1890 Fürst) Otto zu Stolberg-Wernigerode
- 1896–1918 Fürst Christian-Ernst zu Stolberg-Wernigerode